# Aram Bagratowitsch Nalbandjan

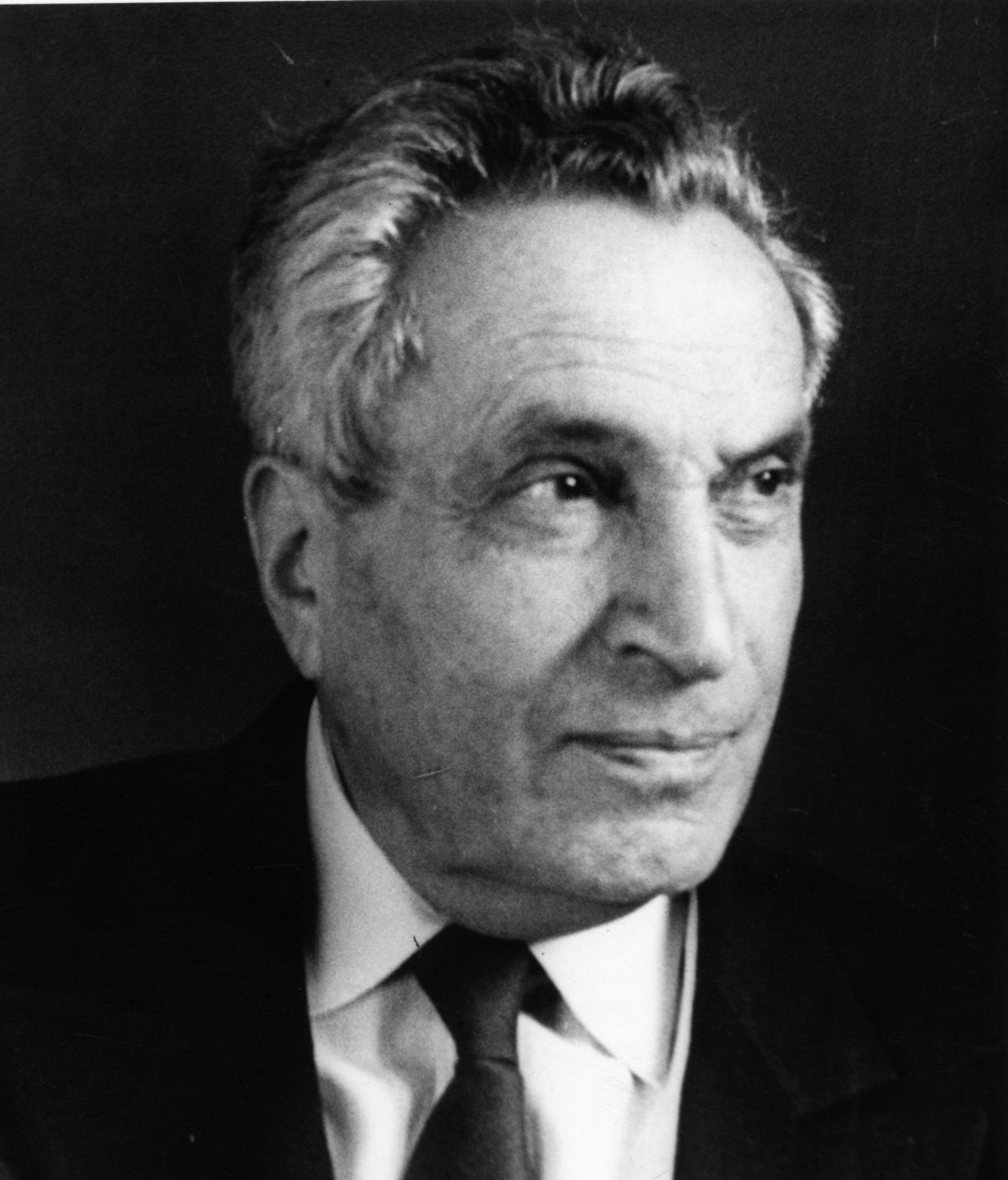
Aram Bagratowitsch Nalbandjan

Aram Bagratowitsch Nalbandjan (armenisch Արամ Բագրատի Նալբանդյան, russisch Ара́м Багра́тович Налбандя́н; * 1. Januarjul. / 14. Januar 1908greg. in Karakilis; † 24. Januar 1987 in Jerewan) war ein armenischer Physikochemiker und Hochschullehrer.

## Leben
Nach dem frühen Tod des Vaters wuchs Nalbandjan bei seinem Großvater, einem Hufschmied, auf und besuchte die lokale Schule.
Nalbandjan studierte 1926–1930 an der Universität Jerewan in der physikalisch-mathematischen Abteilung der Pädagogik-Fakultät. Nach dem Abschluss wurde er in das neue Leningrader Institut für Chemische Physik der Akademie der Wissenschaften der UdSSR (AN-SSSR) geschickt (jetzt N. N. Semjonow-Institut für Chemische Physik), in dem er 1931 seine Aspirantur bei N. N. Semjonow begann. Er untersuchte den Mechanismus der Wasserstoff-Oxidation als Beispiel für verzweigte chemische Kettenreaktionen. Mit seinen experimentellen Ergebnissen bestätigte er N. N. Semjonows Theorie. 1935 wurde er zum Kandidaten der Chemischen Wissenschaften promoviert.
1941 zu Beginn des Deutsch-Sowjetischen Krieges wurde das Institut für Chemische Physik nach Kasan evakuiert. Dort untersuchte Nalbandjan Methoden zur Produktion von Sprengstoffen, während seine Frau Bella L. geb. Sinajewa als medizinische Direktorin das Armee-Hospital leitete. 1942 wurde Nalbandjan dort zum Doktor der Chemischen Wissenschaften promoviert. 1944 kehrte das Institut nun nach Moskau zurück. 1947 wurde Nalbandjan zum Professor befördert. 1949 veröffentlichte er zusammen mit W. W. Wojewodski die Monografie Mechanismus der Wasserstoffoxidation und -verbrennung, die 1950 mit dem Mendelejew-Preis ausgezeichnet wurde. 1957 wurde er Leiter des Laboratoriums für Oxidation der Kohlenwasserstoffe. Daneben leitete er 1951–1959 den Physik-Lehrstuhl der Moskauer Technischen Universität für Fernmeldewesen und Informatik. 1959 veröffentlichte er zusammen mit N. S. Jenikolopow das populärwissenschaftliche Buch Formaldehyd, ein Material für Kunststoffe. Im gleichen Jahr nahm er an der VIII. Mendelejew-Tagung in Moskau teil.
1959 gründete Nalbandjan auf Vorschlag des Präsidiums der Armenischen Akademie der Wissenschaften das Laboratorium für Physikalische Chemie der Armenischen Akademie der Wissenschaften. 1960 trat er in die Kommunistische Partei der Sowjetunion ein. Im gleichen Jahr wurde er Korrespondierendes Mitglied der Armenischen Akademie der Wissenschaften mit Vollmitgliedschaft 1963. 1967 verließ er Moskau und wurde in Jerewan Akademie-Sekretär der Abteilung Chemie und Mitglied des Präsidiums der Akademie. 1975 wurde das Laboratorium für Physikalische Chemie reorganisiert als Institut für Physikalische Chemie der Armenischen Akademie der Wissenschaften, dessen Direktor er bis 1987 war, als er Akademie-Sekretär der Abteilung Chemie und Geologie wurde, und das seit 1993 seinen Namen trägt. Leiterin des Laboratoriums für Radikalkettenreaktionen des Instituts wurde  1979 Irma Wardanjan.
Nalbandjan gab auf Einladung Gastvorlesungen 1966 an kanadischen Universitäten, 1973 als Gauß-Professor am Institut für Physikalische Chemie der Universität Göttingen und 1980 an der Université catholique de Louvain. 1979 nahm ihn die New York Academy of Sciences auf. 1980–1987 war er Mitherausgeber der ungarischen internationalen Fachzeitschrift Oxidation Communications.
Die sowjetische Post ehrte 1988 Nabandjan mit einer Briefmarke. Zum 100-jährigen Geburtstag Nabandjans fand in Jerewan eine wissenschaftliche Konferenz zur Physikalischen Chemie statt.

## Ehrungen
- Ehrenzeichen der Sowjetunion (1945)
- Medaille „Für heldenmütige Arbeit im Großen Vaterländischen Krieg 1941–1945“ (1946)
- Mendelejew-Preis (1950) für die Untersuchung des Mechanismus der Wasserstoffoxidation und -verbrennung
- Orden des Roten Banners der Arbeit (1954 und 1977)
- Große Goldmedaille der Ausstellung der Volkswirtschaftlichen Errungenschaften der UdSSR (1965)
- Ehrenurkunde des Obersten Sowjet der Armenischen Sozialistischen Sowjetrepublik (1967)
- Jubiläumsmedaille „Zum Gedenken an den 100. Geburtstag von Wladimir Iljitsch Lenin“ (1970)
- Verdienter Wissenschaftler der Armenischen Sozialistischen Sowjetrepublik (1974)
- Staatspreis der Armenischen Sozialistischen Sowjetrepublik (1976) für Untersuchungen der Elementarprozesse in langsamen Gasreaktionen
- Leninorden (1986)